# Franz Bänsch

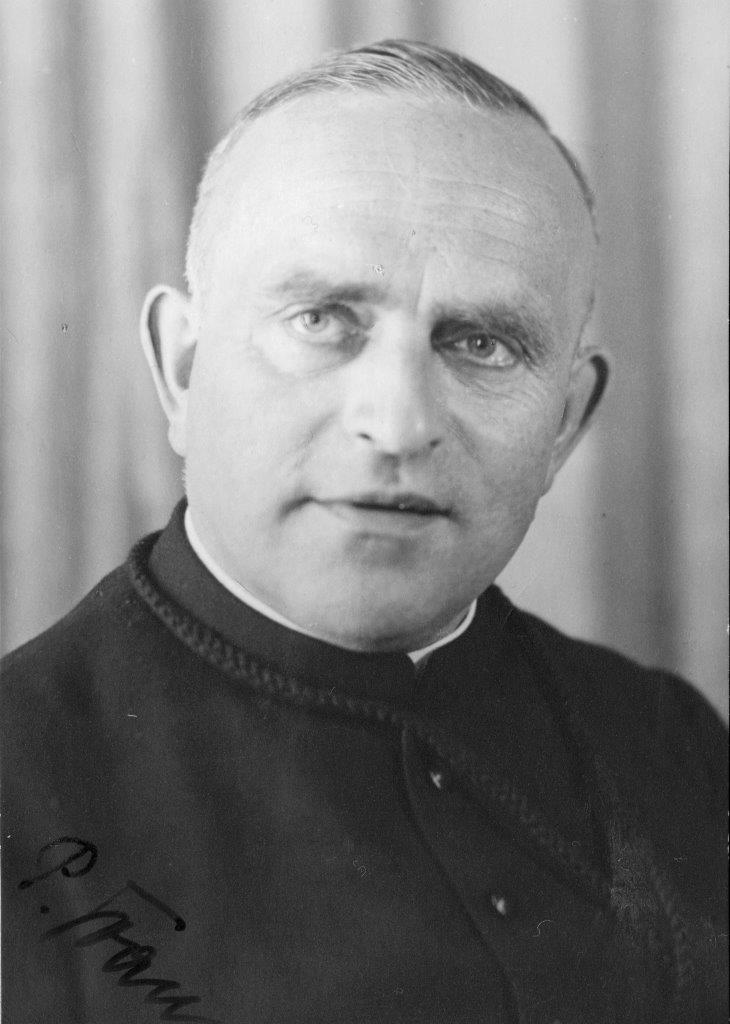
Pater Franz Bänsch (OMI)

Pater Franz Bänsch OMI (* 21. März 1899 in Großenhain; † 8. April 1961 in Dresden) war ein Oblate der Makellosen Jungfrau Maria.

## Leben

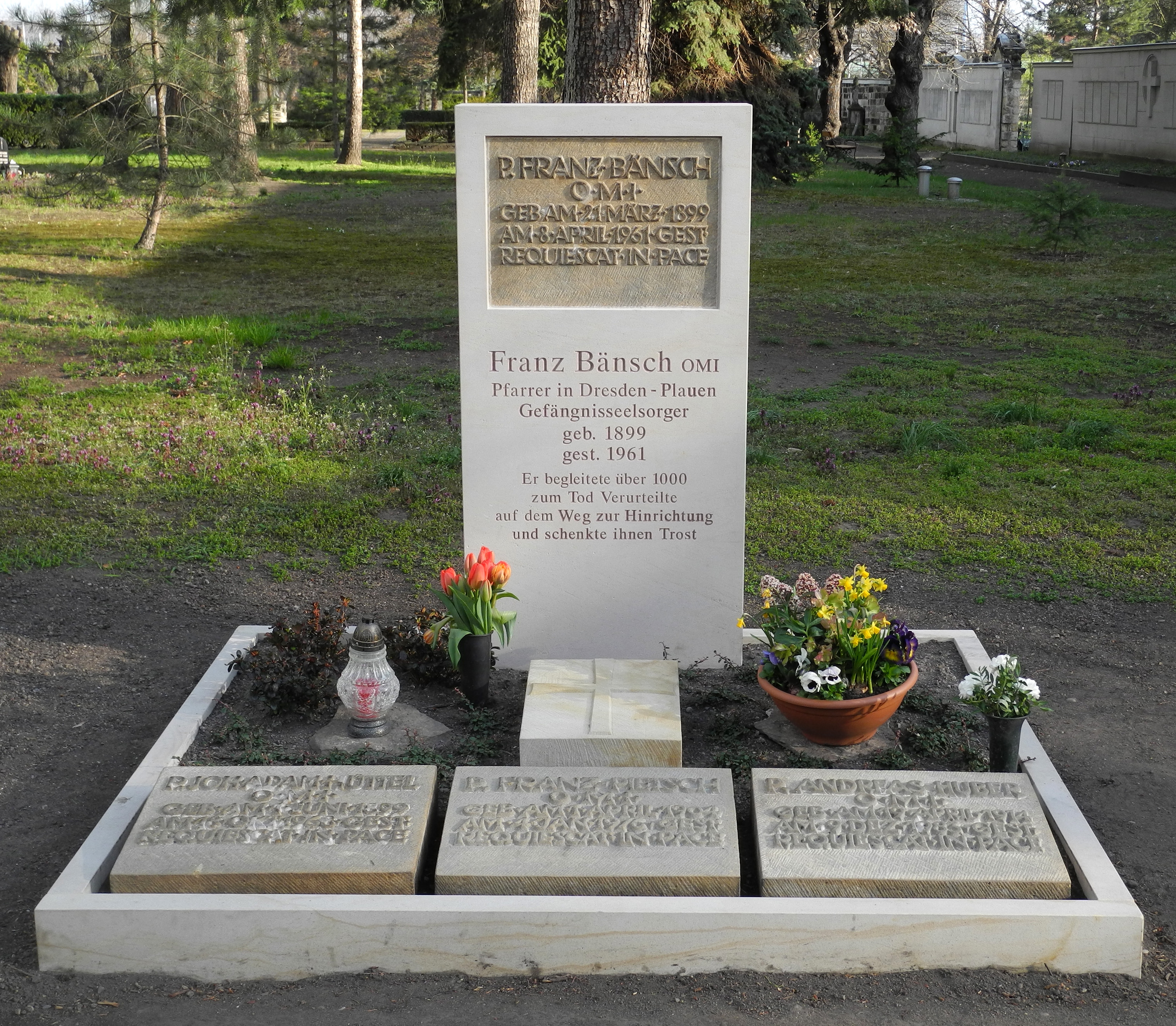
Grabanlage von Pater Bänsch auf dem Neuen Katholischen Friedhof in Dresden (neugestaltet seit April 2021)

Franz Bänsch besuchte von 1913 bis 1917 die Klosterschule St. Karl der Oblaten in Valkenburg aan de Geul (Niederlande). So lernte er diese Ordensgemeinschaft kennen. Nach dem Abitur wurde er 1917 als Soldat im Ersten Weltkrieg eingezogen. 1920 trat er der Gemeinschaft der Oblaten bei und durchlief das Noviziat. 1923 legte er in Dresden die Ewigen Gelübde ab. Bis 1928 studierte er Theologie. 1925 wurde er in Hünfeld zum Priester geweiht. Von 1928 bis 1934 wirkte er als Volksmissionar in Breslau.

### Gefangenenseelsorger in der NS-Diktatur
Von 1935 bis 1957 war Franz Bänsch als Pfarrer von St. Paulus in Dresden-Südvorstadt tätig. Zu seiner Aufgabe gehörte auch die Seelsorge im Gefängnis, wo er während des Zweiten Weltkriegs vor allem unter den Todeskandidaten der Richtstätte am Münchner Platz wirkte.
An den Gottesdiensten, die Pater Bänsch in der Gefängniskirche feierte, durften nicht alle Gefangenen teilnehmen. Die Gefängnisleitung erlaubte es nicht, dass Polen, Untersuchungsgefangene, die einen Mittäter hatten, zum Tode Verurteilte und Häftlinge, die zu einer mehr als 6-jährigen Zuchthausstrafe verurteilt worden waren, die Gottesdienste besuchten. Der Seelsorger durfte die Gefangenen aber in ihren Zellen besuchen. Gefangene empfingen die Sakramente in ihrer Zelle und Pater Bänsch stellte auch Kontakte, besonders für tschechische und polnische Gefangene, mit ihren Angehörigen her, indem er Briefe und Pakete weiterbeförderte und in ihren Auftrag auch Briefe selbst schrieb.
Zur schwierigsten Aufgabe von Pater Bänsch gehörte es, die Todeskandidaten auf ihre Hinrichtung vorzubereiten. Bis ins Jahr 1941 bedeutet das, dass er die Delinquenten bis zum Fallbeil begleitete. Nach 1941 gab er den Todeskandidaten in ihren Zellen Beistand für den letzten Weg. Pater Bänsch gab diesen Beistand ohne Ausnahme allen, die ihn wünschten, Katholiken, Protestanten, Menschen anderen Glaubens und Glaubenslosen. Manche Todeskandidaten nahm er vor ihrem Tod in die katholische Kirche auf. Insgesamt begleitete er über 1000 Menschen auf dem Weg zur Hinrichtung.
Pater Bänsch erkannte den Unrechtscharakter der NS-Justiz. Er führte heimlich Listen der Ermordeten, die genaue Geburts- und Hinrichtungsdaten enthielten. Von den über 1300 Menschen, die während der Nazizeit in Dresden mit dem Fallbeil hingerichtet worden waren, waren nur 96 Gewaltverbrecher. Bei allen anderen handelte es sich um Menschen, die in die Räder einer unbarmherzigen Justizmaschinerie gerieten, die für kleinste Vergehen hohe Zuchthausstrafen bzw. die Todesstrafe aussprach.
Oft ermöglichte Pater Bänsch es den Todeskandidaten, Grüße an die Angehörigen zu entrichten. Hastig auf kleine Gebetszettel geschriebene Briefe schmuggelte er aus der Haftanstalt hinaus. Sie halfen ihm nach 1945, den Hinterbliebenen einen kleinen Trost zu spenden. Er schrieb an sie bzw. beantwortete die zahllosen Briefe, die ihn bis 1956 erreichten, und berichtete vom Schicksal der Hingerichteten, von denen die meisten auf verschiedenen Dresdner Friedhöfen beigesetzt wurden.

### Nachkriegszeit
Nach Kriegsende übergab Pater Bänsch die von ihm erstellten Listen der Hingerichteten den sowjetischen Militärbehörden. Er blieb Pfarrer der Gemeinde St. Paulus, was unter den neuen Bedingungen der DDR mit Schwierigkeiten verbunden war. Am 14. Juni 1949 wurde ihm der Zutritt zum Dresdner Polizeigefängnis verwehrt. Der Versuch des Bischöflichen Ordinariates, die Angelegenheit zu klären, führte zu keiner Lösung. Am 23. September 1952 folgte ein generelles Zutrittsverbot für alle Haftanstalten.
1954/1955 ließ Pater Bänsch in Kleinnaundorf die Maria-Hilf-Kapelle errichten, zum Gedenken an die Opfer des NS-Regimes, die er auf dem Weg zu ihrer Hinrichtung begleitet hatte. Sie wurde 1992 wieder aufgegeben und abgerissen. Von 1957 bis 1961 war er Diözesanmännerseelsorger im Bistum Meißen.
Pater Bänsch starb im Alter von 62 Jahren am 8. April 1961 nach einem schweren Herzinfarkt. Er wurde auf dem Neuen Katholischen Friedhof in Dresden beigesetzt.

## Ehrungen und Gedenken
In Dresden sind heute ein Kindergarten und eine Straße nach ihm benannt.
Jedes Jahr am 13. Februar und am 23. Juni gedenken polnische und deutsche, katholische und evangelische Freunde der am Münchener Platz 1942 hingerichteten 12 jungen Bürger aus der Stadt Gostyn und ihres Seelsorgers Pater Bänsch.
Die Oblatenmissionare des Bonifatiusklosters Hünfeld haben eine mehrsprachige Wanderausstellung zu Pater Franz Bänsch gestaltet, die ausleihbar ist.

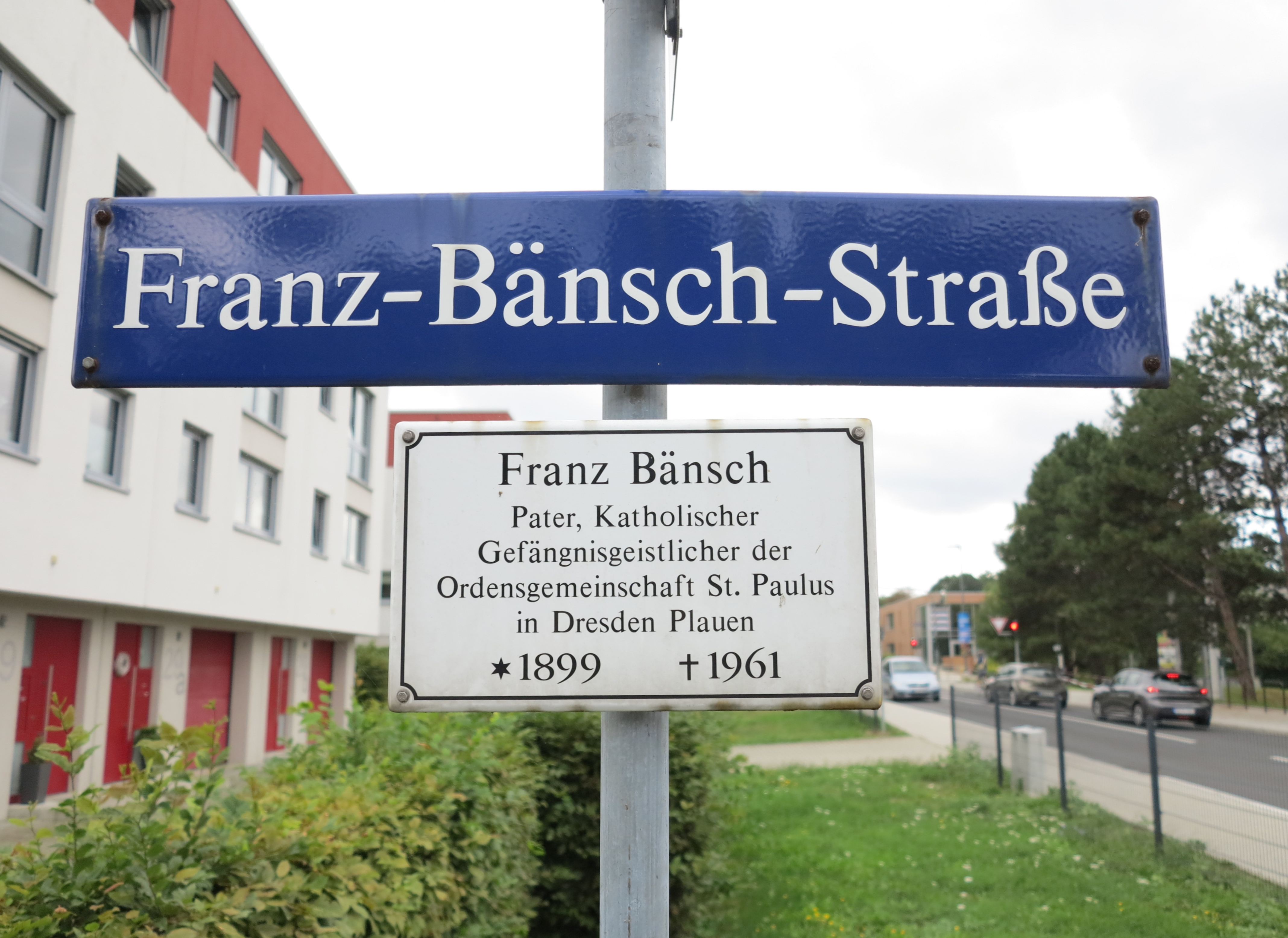
In Anwesenheit von Bischof Joachim Reinelt, Gläubigen der ehemaligen Gemeinde, sowie ökumenischen Gästen, wurde am 21. März 2006 zum 107. Geburtstag von Franz Bänsch in 01217 Dresden-Plauen eine Straße nach ihm benannt.